# Copa Mato Grosso de 2016
A Copa FMF de 2016 foi uma edição do torneio de futebol realizado pela Federação Matogrossense de Futebol de 12 de setembro até dezembro. Foi disputada por 5 times. O campeão ganhou o direito de participar da Copa do Brasil de 2017.

## Formato
Na primeira fase, as seis equipes foram divididas em dois grupos de 3. Jogam em turno e returno, todos contra todos dentro do próprio grupo. Os dois primeiros colocados avançam às semifinais, em jogos de ida e volta. Os dois vencedores foram às finais, disputadas também em jogos de ida e volta.

## Critérios de desempate

### 1ª Fase
1. Maior número de vitórias
2. Maior saldo de gols
3. Maior número de gols pró (marcados)
4. Maior número de pontos no confronto direto
5. Maior saldo de gols no confronto direto
6. Sorteio

### Fases finais
1. Maior número de pontos
2. Maior saldo de gols
3. Disputa de pênaltis

## Equipes participantes
| Equipe             | Cidade             | Estádio        | Capacidade | Títulos               |
| ------------------ | ------------------ | -------------- | ---------- | --------------------- |
| Cuiabá             | Cuiabá             | Arena Pantanal | 44 000     | 1 (2010)              |
| Dom Bosco          | Cuiabá             | Arena Pantanal | 44 000     | 1 (2015)              |
| Luverdense         | Lucas do Rio Verde | Passo das Emas | 6 000      | 3 (2004, 2007 e 2011) |
| Mixto              | Cuiabá             | Dutrinha       | 3 500      | 1 (2012)              |
| União Rondonópolis | Rondonópolis       | Caldeirão      | 18 000     | 0 (Nenhum)            |

## Primeira fase

### Grupo A
| 1 | Mixto      | 4 | 2 | 1 | 1 | 0 | 3 | 2 | 1  |
| 2 | Luverdense | 1 | 2 | 0 | 1 | 1 | 2 | 3 | -1 |